# Giulietta Masina
Giulietta Masina, född Giulia Anna Masina den 22 februari 1921 i San Giorgio di Piano, Emilia-Romagna, död 23 mars 1994 i Rom, var en italiensk skådespelerska, gift med Federico Fellini från 1943 till hans död 1993.
Filmhistorikern Peter Bondanella beskrev Masinas arbete som "mästerligt" och "oförglömligt" och Charlie Chaplin, vars arbete Masina ofta jämförs med, kallade henne "den skådespelerska som rörde honom mest".

## Filmografi (urval)
- 1946 – Befriande eld
- 1948 – Negern och gatflickan
- 1950 – Rampljusens barn
- 1951 – Bakom stängda fönster
- 1952 – Den vita shejken
- 1954 – La Strada - landsvägen
- 1955 – Skurken
- 1957 – Cabirias nätter
- 1958 – Kvinnor bakom galler
- 1965 – Julietta och andarna
- 1969 – Tokiga grevinnan
- 1985 – Perinbaba